# Julian Golding
Julian Golding (ur. 17 lutego 1975 w Londynie) – angielski lekkoatleta, specjalizujący się w krótkich biegach sprinterskich.

## Sukcesy sportowe
- dwukrotny mistrz Anglii juniorów, w biegach na 100 oraz 200 metrów – 1994[1]
- dwukrotny mistrz Anglii w biegu na 200 metrów – 1999, 2003[2]
- halowy mistrz Anglii w biegu na 200 metrów – 1998[3]

| Rok  | Miasto       | Zawody                         | Konkurencja                      | Wynik                     |
| ---- | ------------ | ------------------------------ | -------------------------------- | ------------------------- |
| 1994 | Lizbona      | Mistrzostwa świata juniorów    | sztafeta 4 x 100 m bieg na 100 m | złoty medal 8. miejsce    |
| 1997 | Turku        | Młodzieżowe mistrzostwa Europy | sztafeta 4 x 100 m bieg na 200 m | złoty medal               |
| 1997 | Ateny        | Mistrzostwa świata             | sztafeta 4 x 100 m               | brązowy medal             |
| 1998 | Walencja     | Halowe mistrzostwa Europy      | bieg na 200 m                    | 4. miejsce                |
| 1998 | Budapeszt    | Mistrzostwa Europy             | sztafeta 4 x 100 m bieg na 200 m | złoty medal brązowy medal |
| 1998 | Kuala Lumpur | Igrzyska Wspólnoty Narodów     | sztafeta 4 x 100 m bieg na 200 m | złoty medal               |
| 1999 | Sewilla      | Mistrzostwa świata             | bieg na 200 m                    | 7. miejsce                |
| 2000 | Gandawa      | Halowe mistrzostwa Europy      | bieg na 200 m                    | brązowy medal             |

## Rekordy życiowe
- bieg na 60 metrów (hala) – 6,72 – Birmingham 01/03/2003
- bieg na 100 metrów – 10,28 – Kalamata 23/05/1998
- bieg na 200 metrów – 20,18 – Kuala Lumpur 19/09/1998
- bieg na 200 metrów (hala) – 20,46 – Birmingham 08/02/1998